# Södermanlands runinskrifter 221

Sö 221 är den västra av tre ristningar som är utförda på en bergvägg utmed gamla landsvägen mellan Blista och Sjövik i Sorunda socken, Sotholms härad på Södertörn i Södermanland. Alla tre ristningarna på är skapade av rumästaren Hägvid. De två andra är Sö 219 och Sö 220. Deras gemensamma namn är Blistahällen.

## Inskriften
Translitterering av runraden:
× st-infastr × lit × hakua × mirki × þita × eftiR × saimut × faþur × sin -uþ hialbi
Normalisering till runsvenska:
St[æ]infastr let haggva mærki þetta æftiR Sæmund, faður sinn. [G]uð hialpi.
Översättning till nusvenska:
Stenfast lät hugga detta märke efter Sämund, sin fader. Gud hjälpe.